# Cacabelos
Cacabelos é um município da Espanha na província de León, comunidade autónoma de Castela e Leão, de área  km² com população de 5350 habitantes (2007) e densidade populacional de 163,01 hab./km².

## Demografia
| Variação demográfica do município entre 1991 e 2004 | Variação demográfica do município entre 1991 e 2004 | Variação demográfica do município entre 1991 e 2004 | Variação demográfica do município entre 1991 e 2004 |
| --------------------------------------------------- | --------------------------------------------------- | --------------------------------------------------- | --------------------------------------------------- |
| 1991                                                | 1996                                                | 2001                                                | 2004                                                |
| 5061                                                | 4846                                                | 4880                                                | 5064                                                |